# Somhegyi Csaba
Somhegyi Csaba (Sérfenyősziget, 1945. március 19. – Győr, 2019. július 30. magyar kézilabda-játékvezető.

## Életútja
Az FTC-ban kezdett kézilabdázni és az ifjúsági válogatottban is szerepelt. Majd a TF csapatában folytatta pályafutását. 18 éves korában játékvezetői vizsgát tett. 1967-ben NB-s kerettag lett, 1972-től az élvonalban vezetett mérkőzést Szendrey Péterrel. 1974-ben nemzetközi vizsgát tettek. Az 1982-es férfi és a női világbajnokságon is részt vettek. 1983-ban a női, 1984-ben a férfi IHF-kupa-döntőt vezette Szendrey Péterrel. Tagjai voltak az 1984-es Los Angeles-i olimpia játékvezetői keretének. A férfi tornán az NSZK–Dánia csoportdöntőt vezették, amelyen eldőlt a döntőbe jutás.
A civil életben élelmiszeripari üzemmérnökként dolgozott, malmokat tervezett. Saját vállalkozását irányította Győrújbaráton.